# Corey Maggette
Corey Antoine Maggette (ur. 12 listopada 1979 w Melrose Park w stanie Illinois) – amerykański koszykarz, występujący na pozycji rzucającego obrońcy bądź niskiego skrzydłowego.
W 1998 wystąpił w meczu gwiazd amerykańskich szkół średnich - McDonald’s All-American.
Karierę rozpoczynał w drużynie koszykarskiej uniwersytetu Duke, prowadzonej przez Mike Krzyzewskiego. Następnie zgłosił się do draftu NBA, w którym to został wybrany z numerem 13 przez Seattle SuperSonics. Tego samego dnia jednak oddano go do Orlando Magic, skąd po roku gry trafił do Los Angeles Clippers. W 2008 podpisał kontrakt z Golden State Warriors. Dwa lata później stał się zawodnikiem Milwaukee Bucks. W dzień draftu 2011 został oddany do Charlotte Bobcats. 27 czerwca 2012 roku został wymieniony do Detroit Pistons.